# Campos Racing
A Campos Racing é uma equipe espanhola de automobilismo gerencianda pelo ex-piloto de Fórmula 1 Adrián Campos. Atualmente compete nos Campeonatos de Fórmula 2 e Fórmula 3 da FIA.

## História
Depois de se aposentar das corridas, Adrián Campos formou sua própria equipe no final de 1997, sob o nome Campos Motorsport. Em 1998, a equipe começou a competir na nova Open Fortuna by Nissan, com Marc Gené e Antonio García como pilotos. 
A equipe competiu na GP2 Series desde sua fundação em 2005. Após vencer o Campeonato de Equipes em 2008 Campos passou o controle da equipe de GP2 ao empresário Alejandro Agag, que rebatizou-a para Addax Team. A Campos Racing continuou a competir no Campeonato Europeu de F3 Open. A equipe voltou a competir na GP2 a partir da temporada de 2014, na vaga deixada pela Addax Team, que se retirou do campeonato para o diretor da equipe, Alejandro Agag, concentrar seus esforços na organização do primeiro Campeonato de Fórmula E da FIA.
O fundador da equipe, Adrián Campos, morreu em 28 de janeiro de 2021.

### Fórmula 1
Em 12 de junho de 2009 a FIA confirmou a participação da equipe na Temporada de Fórmula 1 de 2010, com o nome Campos Grand Prix.
Em outubro de 2009 a equipe entrou para a FOTA - Formula One Teams Association. Em 28 de outubro de 2009, foi confirmado que Bruno Senna faria sua estreia na Fórmula 1 como piloto da Campos na temporada de 2010. No entanto, com dificuldades em assumir seus compromissos financeiro com a construtora Dallara, em fevereiro de 2010 a equipe foi comprada pelo empresário espanhol José Ramón Carabante, acionista da empresa Meta Image, que já era detentora de parte da equipe. Em 3 de março foi anunciada oficialmente a mudança de nome da equipe para Hispania Racing Team.